# العطر (رواية)
العطر (بالألمانية:Das Parfum, die Geschichte eines Mörders، حرفياً: «العطر: قصة قاتل») هي رواية للكاتب الألماني باتريك زوسكيند صدرت سنة 1985 عن دار النشر السويسرية "Diogenes Verlag AG".
تعتبر هذه الرواية من أكثر الروايات مبيعاً في ألمانيا في القرن العشرين، حيث تُرجمت إلى 48 لغة وبيعت أكثر من 20 مليون نسخة عبر العالم، وبقي اسم هذه الرواية في لائحة الأفضل مبيعاً لمدة تقارب الـ9 سنين؛ كما حصلت على اشادة من النقاد إيجابية وجماعية عالمياً ومحلياً، وكل ذلك رغم كونها أول الإبداعات الروائية لمؤلفها باتريك زوسكيند. امتد نجاح الرواية إلى الشاشة الكبرى، عبر فيلم يجسد أحداث الرواية من إخراج الألماني طوم تيكوير.
تُرى هذه الرواية في مختلف انحاء العالم كإشارة إلى هتلر ووصوله الدراماتيكي للقوة.
تدور أحداث الرواية في القرن 18 في فضاءات باريس وأوفرن ومونبيلييه ورانس. تروي العطر سيرة حياة جان باتيست غرونوي، الشخصية الغرائبية المنبثقة من عوالم باريس السفلية والمتملكة لحاسة شم إعجازية. تسرد الرواية تطور حياة العطار غرونوي وكيف غدا إنساناً مجردا من مفهومي الخير والشر، لا يحركه إلا شغف لامتناه بشحذ مواهبه في سبر أغوار العطور والروائح، ولا يحده أي وازع أخلاقي.

## حبكة الرواية

### مرحلة الطفولة
تنطلق أحداث الرواية في سنة 1738، حيث يولد بطل الرواية، جان باتيست غرونوي، في أحد أسواق السمك الباريسية. ورغم رغبة أمه، المعتادة على التخلي على أبنائها من السفاح، في التخلص من الرضيع، برميه وسط كومة أزبال، إلا أن أمرها سيفتضح عندما سينتبه المارة ورواد السوق لصرخات الطفل المتشبت بالحياة. وهكذا يتم إنقاذ الطفل واقتياد أمه للإعدام. تقوم بعد ذلك مرضعة بالتكفل بغرونوي إلا أنها سرعان ما تتنازل عن تربيته لتوجسها ورهبتها من غياب أي أثر لأي رائحة في جسد الرضيع. يتلقف أحد الرهبان الرضيع غرونوي بعد تنازل المرضعة عن كفالته إلا أنه سرعان ما ينفر منه بدوره بسبب الطريقة المقلقة التي يستعمل بها غرونوي حاسة شمه. ينتهي المطاف بالرضيع في دار أيتام السيدة غايار التي تأوي الأطفال بمقابل مادي. هناك سيعيش غرونوي سنوات طفولته الأولى منبوذا من طرف أقرانه الذين لم يترددوا في محاولة قتله خنقا في أول ليلة له بالدار.
رغم النبذ والمعاناة الجسدية التي سيعيشها في دار «مدام غايار» إلا أن غرونوي سيتشبت بالحياة وسيقهر كل أمراض الطفولة القاتلة. وعلى طول الرواية، يشبه الكاتب شخصيته بالقراد الصبور الذي يعرف كيف يعيش بصمت منتظرا اللحظة الحاسمة التي سيتحرر فيها وينفذ مهمته في الحياة.

### مرحلة التعلم

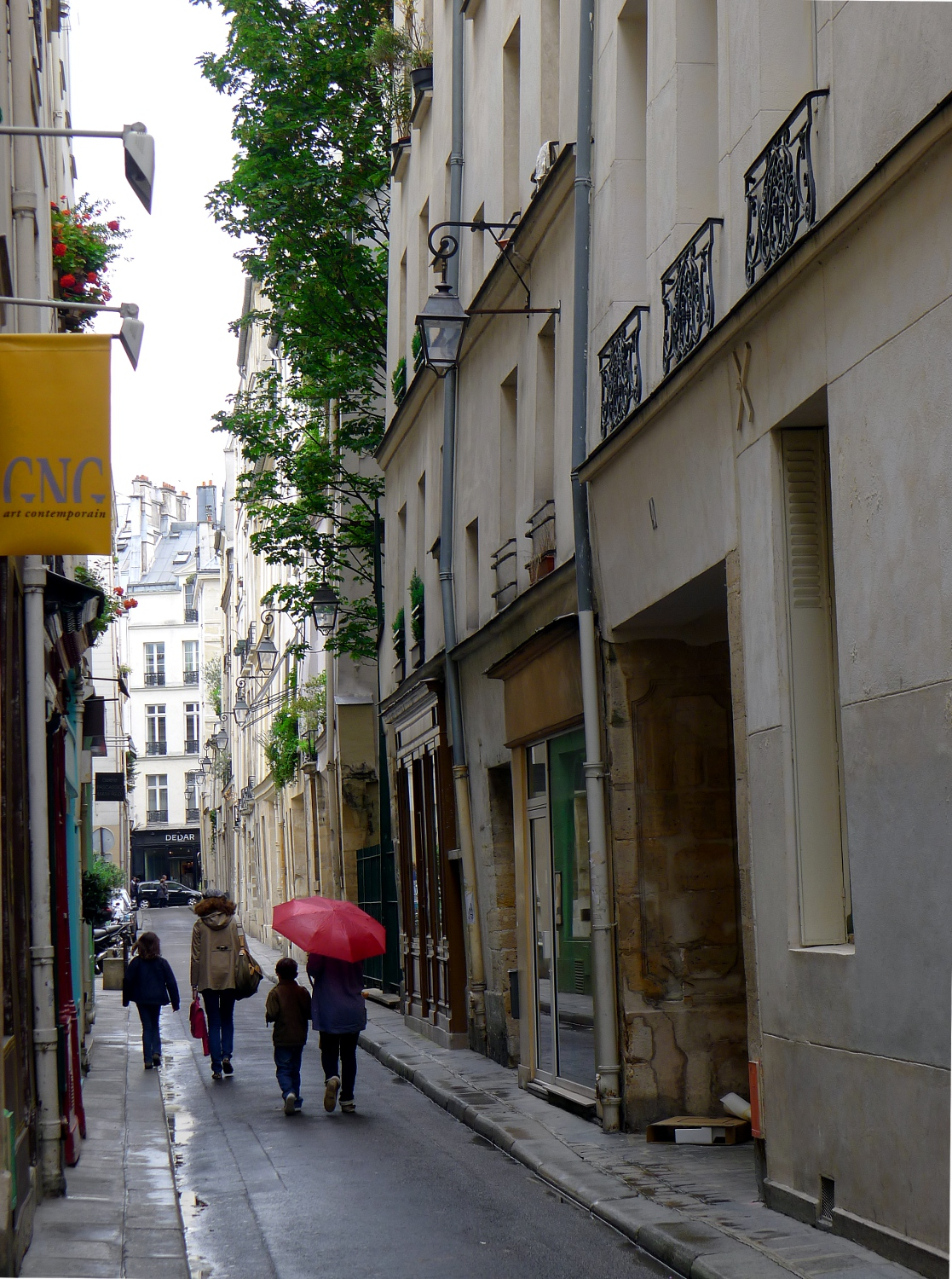
زنقة ديماري في باريس.

في سن التاسعة ينتقل غرونوي للعمل في مدبغة الدباغ جريمال، الرجل الصارم والفظ. وبعكس باقي الدباغين، المتذمرين من روائح المدبغة النتنة، كان غرونوي يعيش بشغف وسط كنز من الروائح والاكتشافات الحسية التي كانت تشحذ حاسة شمه الفذة. ورغم أنه كان على وشك الهلاك بسبب التهاب في الطحال إلا أن حياته في المدبغة كانت فرصة لاستكشاف روائح باريس التي لم تمض سنوات قليلة حتى كان يحفظها عن ظهر قلب.
في مساء الفاتح من سبتمبر لسنة 1753، ينجذب غرونوي، لرائحة فتاة شابة صهباء خضراء العينين، تقطن بزنقة «ديماري» (Rue des Marais). كانت رائحة ساحرة وذات كنه مجهول لدى غرونوي، مما ولد لديه رغبة عنيفة في تملك عطر الفتاة لم تشفها إلا قتله لها خنقا. كانت لحظة استنشاق غرونوي لآخر آثار العطر في جسد الجثة هي الحاسمة في تحديده للهدف المستقبلي لحياته: أن يتعلم كيف يصنع جميع الروائح التي تشتهيها نفسه، أي أن يغدو أحذق عطار في العالم.
يغتنم غرونوي لقائه بالعطار بالديني ليستعرض أمامه مواهبه الشمية، فلا يتردد بالديني في انتشاله من مدبغة جريمال ليوظفه كعطار متعلم في معطرته المنتصبة فوق إحدى قناطر باريس. كان بالديني عطارا عجوزا متمكنا من تقنيات العطارة إلا أنه كان يعيش أفولا قاسيا لموهبته في ابتكار العطور، وكان ظهور غرونوي في حياته فرصة لاسترجاع مجده الضائع ومواجهة المنافسة الشرسة لصناع العطور الباريسيين. وهكذا توطد بين الرجلين توافق ضمني: غرونوي يبتكر وصفات جديدة من العطور لفائدة بالديني مقابل اقتسام الأخير لمعارفه التقنية مع عطاره الشاب.
و هكذا نمى غرونوي خبرته في تقنية التقطير التي تمكن من استخلاص روائح الأزهار، إلا أنه سرعان ما سيصدم بعدم قابلية تطبيق نفس التقنية لاستخلاص روائح أشياء أخرى كالنحاس الأصفر مثلا. يسقط غرونوي طريح الفراش متأثرا بصدمة تحطم طموحه في السيطرة على جميع روائح العالم، وحالما يخبره بالديني بامكانية تعلم تقنيات أخرى أكثر تطورا كالإستشراب في مدينة رانس يسترجع غرونوي عافيته ويقرر الرحيل.
اضطر غرونوي للمكوث مدة أطول في عطارة بالديني لاحتياجه لشهادة العطارة التي قايض بالديني منحها له بابتكاره لمئات من الوصفات الإضافية تضمن لبالديني استمرار رخاء معطرته رغم رحيل غرونوي.
في صبيحة اليوم الذي كان فيه غرونوي مغادرا ضواحي باريس متوجها إلى رانس انهارت معطرة بالديني فوق رأس مالكها وزوجته.

### مرحلة الرحلة

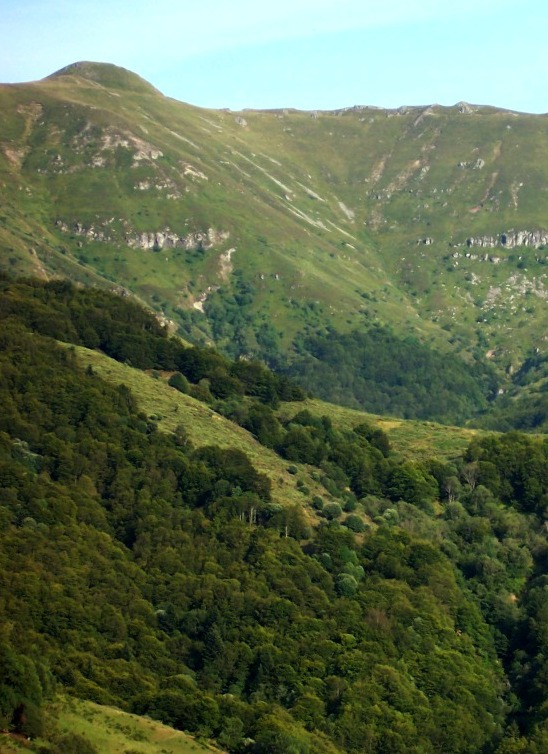
جبال كانتال.

خلال رحلته يعي غرونوي حجم كراهيته لروائح البشر، فيعتكف في إحدى مغارات أحد جبال كانتال. ينعزل غرونوي لسبع سنوات، في مغارته صانعا عوالما تخييلية من الروائح. كان يقضي أيامه في الاستمتاع بتذكر الروائح التي عرفها طيلة حياته، وكان دائما ما يختم ذكرياته الشمية بأرفع الروائح لديه: عطر الفتاة الصهباء المقتولة.
ابان عزلته في جوف الجبل، وعى غرونوي بحقيقة صادمة: عدم فرز جسده لروائح خاصة به وهو ما خلف رجة قوية في خاطره خصوصا وأنه لا يدرك العالم إلا عبر حاسة الشم، فكان إحساسا شبيها بعدم الوجود. وهو ما سيحفزه لمغادرة الكهف واستئناف رحلته.
بعد مغادرته جبال كانتال، سيلتقي غرونوي بالماركي دو لاطاياد اسبيناس (le marquis de la Taillade-Espinasse)، أحد النبلاء الفرنسيين والذي سيحاول استغلال غرونوي كدليل بشري لإثبات إحدى نظرياته العلمية حول التشبيب. سيغتنم غرونوي فرصة زيارته لمونبيلييه لكي يصنع عطرا يمنحه «رائحة بشرية» ويحسسه بوجوده كإنسان بين البشر. في هذه المرحلة يصل غرونوي إلى استنتاج مفاده أن «من يسيطر على الروائح يسيطر على قلوب الناس»، وهو ما سيلهمه إلى المثابرة في الوصول إلى ابتكار عطر يمكنه من الاستحواذ على البشر وتركيعهم.

### مرحلة مدينة كراس
في مدينة رانس، عاصمة صناعة العطور في فرنسا، يعمل غرونوي، بفضل شهادة بالديني، في معطرة السيدة أرنولفي، حيث يعمق معارفه التقنية، خصوصا في الاستشراب، مستفيدا من تأطير زميله، وعشيق ربة المعطرة، دريو. أثناء مقامه في هذه المدينة، يكتشف غرونوي وجود فتاة ذات عطر أخاذ وأبلغ أثرا من رائحة صهباء زنقة دوماري، إنها لور ريشي ابنة أحد أعيان المدينة. فلا يزيده هذا الاكتشاف إلا مثابرة في التعلم إلى غاية تمكنه النهائي من تقنيات استخلاص روائح الكائنات الحية.
حينها يبدأ غرونوي في تنفيذ جرائم قتل متتالية بغرض استخلاص العطور الطبيعية لأجساد 24 من أجمل فتيات المدينة، العذارى. وهكذا تغرق رانس في دوامة من الرعب حيث تستفيق المدينة بصفة دورية على جثث، حليقات الرؤوس، وتنغمس في محاولة سبر هوية القاتل المجهول.
يختتم غرونوي جرائمه بقتل لور ريشي، التي لم ينفع حدس والدها أنطوان والحماية الصارمة التي كان يحيط بها ابنته، في تفادي نفس مصير عذارى رانس.
يتمكن غرونوي من تركيب أكثر العطور كمالا بتوليف العطر المستخلص من جسد لور بالعطور ال24 المستخلصة من أجساد باقي الضحايا. بعد افتضاح أمره يلقى عليه القبض ليحكم عليه بالإعدام، وعند اقتياده لساحة المدينة لتنفيذ الحكم، تحت أنظار الآلاف من سكان المدينة، يتعطر غرونوي بعطره السحري ليفقد آلاف الحاضرين صوابهم ويدخلو في مجون وعربدة جماعيين تحت الأنظار المتدبرة لغرونوي. بفضل عطره المعجزة يغدو غرونوي بريئا في أعين جلاديه ويكتسب قداسة لدى سكان رانس لدرجة أن أنطوان ريشي سيغمره بعطف أبوي وسيتبناه.
وعيا منه بهشاشة وضعيته في المدينة، للمفعول المؤقت للعطر، سيغادر غرونوي رانس عائدا إلى باريس.

### الخاتمة
حقق غرونوي ما كان يصبو إليه وما كان محركا لوجوده، أي الرقي إلى مكانة أبرع وأحذق عطار في العالم، وأن يكون قادرا على استمالة محبة وعطف البشر بفضل عطره السحري. ورغم ذلك إلا أنه لم يستطع تجاوز كراهيته للبشر ناهيك عن إحباطه وحنقه الناتجين عن عدم امتلاك جسده لرائحة خاصة والذي يولد لديه شعورا مستمرا باللاوجود وبعبثية كينونته.
عند عودته لباريس، يتجه لا شعوريا إلى مسقط رأسه، أنتن أمكنة العاصمة، سوق السمك. هناك، يفرغ قارورة عطره السحري فوق جسده، مما يحوله إلى ملاك في أعين العشرات من الأشخاص المتواجدين في عين المكان، والذين أغلبهم من العاهرات والسكارى والمتشردين. ينجذب إليه هؤلاء بعنف ووحشية لدرجة نهشهم لجسده وافتراسه بوحشية. نصف ساعة بعد ذلك، لم يبق لجان باتيست غرونوي وجود على وجه الأرض.

## الشخصيات حسب الظهور
- أم غرونوي: جان بيست غرونوي كان طفلها الخامس، ادعت بأن الأربع الذين قد سبقوه قد ماتوا في رحمها الا انها قد قتلتهم بعد ولادتهم مباشرة، كانت في منتصف العشرينات من عمرها؛ جميع اسنانها سليمة ومع بعض الشعر على رأسها الا انها كانت مصابة بالسل والزهري والنقرس الا انها كانت جميلة. تم اعدامها في ساحة «دو غريف» بعد اكتشاف الأمن انها حاولت قتل طفلها الخامس أيضاً.
- جان باتيست غرونوي: هو الشخصية الرئيسية في الرواية، ولد في 17 من يوليو 1738
- السيدة غايار:
- الدباغ جريمال:
- الماركي دو لاطاياد اسبيناس:
- السيدة أرنولفي:
- أنطوان ريشي:

## بنية الرواية
تنقسم الرواية إلى أربعة أجزاء موزعة على 51 فصلا:
- الجزء الأول: من الفصل 1 إلى الفصل 22، يروي هذا الجزء مرحلتي الطفولة والتعلم. تدور الأحداث حصريا في باريس بين سنتي 1738 و1756 (18 سنة).[9]
- الجزء الثاني: من الفصل 23 إلى الفصل 34، يروي هذا الجزء مرحلة الرحلة التي دامت سبع سنوات.[10]
- الجزء الثالث: من الفصل 35الى الفصل 50، يروي هذا الجزء مرحلة مدينة كراس التي دامت ثلاث سنوات.[11]
- الجزء الرابع: الفصل 51، يروي هذا الجزء الخاتمة التي تنتهي بوفاة غرونوي في 25 يونيو 1767 عن عمر 29 سنة.[12]

## موضوعات وتيمات الرواية
- عالم العطور والروائح: تتميز الرواية بغنى على مستوى المعارف المرتبطة بصناعة العطور والشروحات الدقيقة للتقنيات المستعملة آنذاك، كما أن غزارة المصطلحات والتوصيفات العميقة للروائح تجعل من الرواية تجربة قراءة فريدة بحكم أن حاسة الشم غالبا ما تكون مضمرة في الأدب.
- مجتمع القرن الثامن عشر: يظهر المجتمع الموصوف في الرواية كمجتمع عنيف وفقير بطبقة حرفية نشيطة وخلاقة يعيش ارهاصات ما قبل عصر الأنوار في تفاعل بين التدين الشعبي والتقدمية الفكرية للنخب الحضرية في فرنسا القرن الثامن عشر.

## تأثيرات وامتدادات ثقافية للرواية
استلهمت فرقة الروك نيرفانا كلمات أغنيتها (Scentless Apprentice) من حبكة الرواية، وكذلك بالنسبة للفرقة الألمانية رامشتاين في أغنيتها (Du Riechst So Gut).

في سنة 2006 عرض فيلم يجسد أحداث الرواية العطر: قصة قاتل للمخرج الألماني توم تايكور. وفيما يلي الاختلافات الوجودة بين حبكة الرواية وسيناريو الفيلم:
- أعدمت أم غرونوي بالمقصلة في الرواية بينما أعدمت شنقا في الفيلم.
- تم تغيير اسم شخصية «لور ريشي» إلى «لورا ريشي» في الفيلم.
- تجاهل الفيلم أحداث الفصول المرتبطة بمونبيلييه وشخصية الماركي دو لاطاياد اسبيناس .
- الرواية تقدم غرونوي كإنسان قبيح المنظر وهو ما لم يؤخذ به في سيناريو الفيلم.
- تعيش السيدة غايار طويلا بعد بيعها غرونوي للدباغ جريمال، خلافا للفيلم حيث يذبحها لصان مباشرة بعد مغادرتها المدبغة.

## انظر ايضاً
- باتريك زوسكيند
- العطور
- التقطير
- حاسة الشم
- عصر الأنوار
- قصة قاتل
- وحدات كمية الورق

## وصلات خارجية
- تحميل رواية العطر
- آراء القراء على موقع أبجد حول رواية العطر